# Phanoclisis longicollis
Phanoclisis longicollis is een insect uit de familie van de mierenleeuwen (Myrmeleontidae), die tot de orde netvleugeligen (Neuroptera) behoort. 
Phanoclisis longicollis is voor het eerst wetenschappelijk beschreven door Rambur in 1842.